# Omero (nome)
Omero  è un nome proprio di persona italiano maschile.

## Varianti
- Femminili: Omera[1][2]

### Varianti in altre lingue
- Catalano: Homer[4]
- Greco antico: Ὅμηρος (Homeros)[5][6][7][8]
- Greco moderno: Όμηρος (Omīros)[5]
- Inglese: Homer[5][8]
- Latino: Homerus[7]
- Portoghese: Homero
- Spagnolo: Homero[4]

## Origine e diffusione

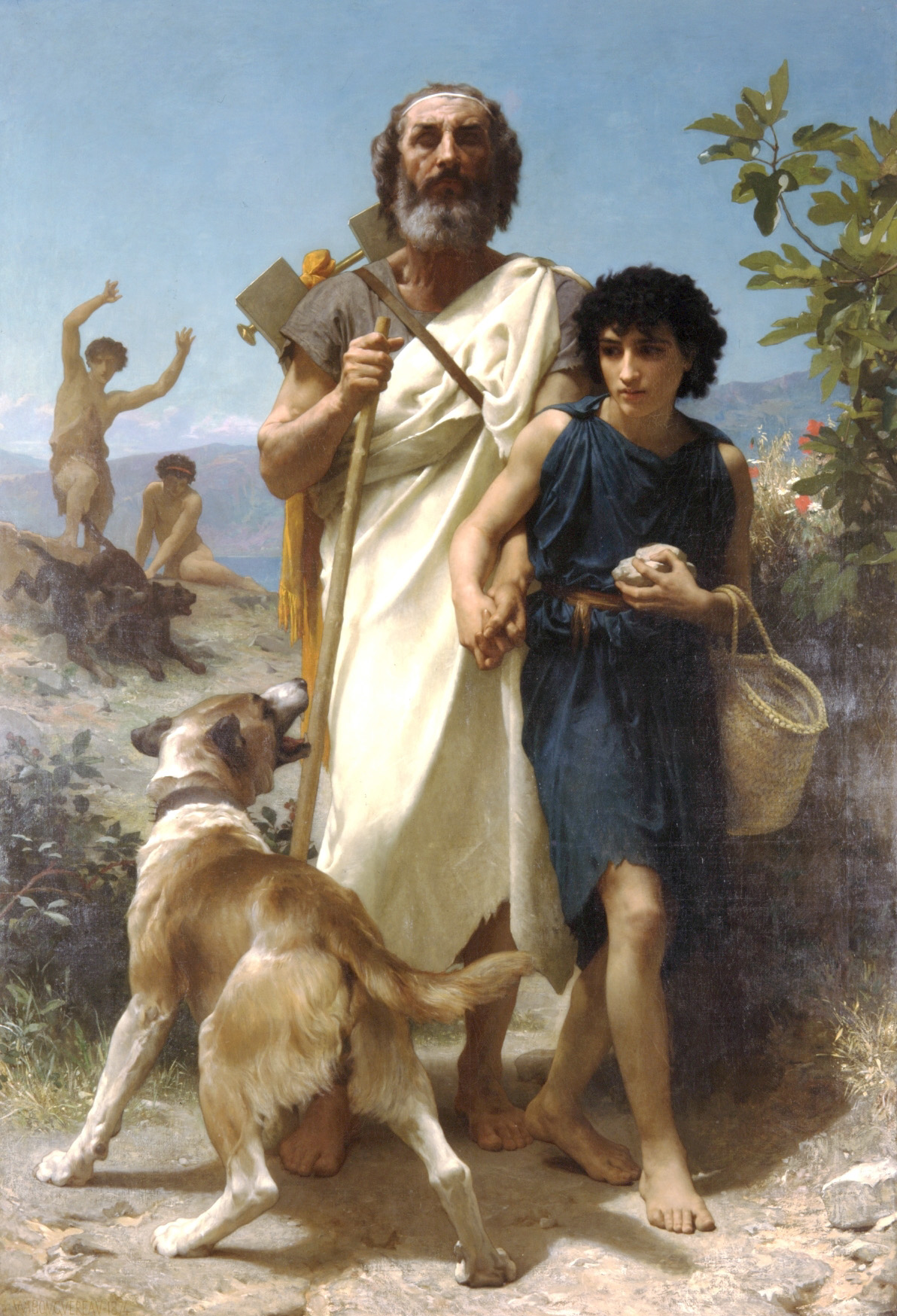
Omero e la sua guida, di William-Adolphe Bouguereau

Riprende il nome di Omero, l'autore dell'Iliade e dell'Odissea, considerato il padre della poesia occidentale, la cui reale esistenza è però dubbia. L'etimologia del suo nome, in greco Ὅμηρος (Homeros), viene generalmente ricercata nel termine ὅμηρος (homeros, "ostaggio", "pegno"), ma non è escluso che possa essere pregreca. Il termine ὅμηρος ha preso poi anche il significato di "cieco" (a causa del fatto di essere costretti ad andare accompagnati da qualcuno per via della cecità), ed infatti il celebre poeta greco è tradizionalmente considerato cieco. In rari casi si può considerare come una forma vernacolare del nome di origine germanica Audomaro.
In Italia è diffuso per un terzo delle occorrenze in Toscana e per il resto sparso nel Nord e, meno, nel Centro; è attestata anche la forma femminile "Omera", comunque quasi inutilizzata. La forma inglese Homer è in uso, prevalentemente negli Stati Uniti, sin dal XVIII secolo, ed è molto nota per essere portata da Homer Simpson, il capofamiglia dell'omonima famiglia americana protagonista della serie animata I Simpson.

## Onomastico
L'onomastico si può festeggiare il 9 settembre in ricordo di sant'Audomaro od Omero, vescovo di Thérouanne.

## Persone
- Omero, poeta greco

Omero Antonutti

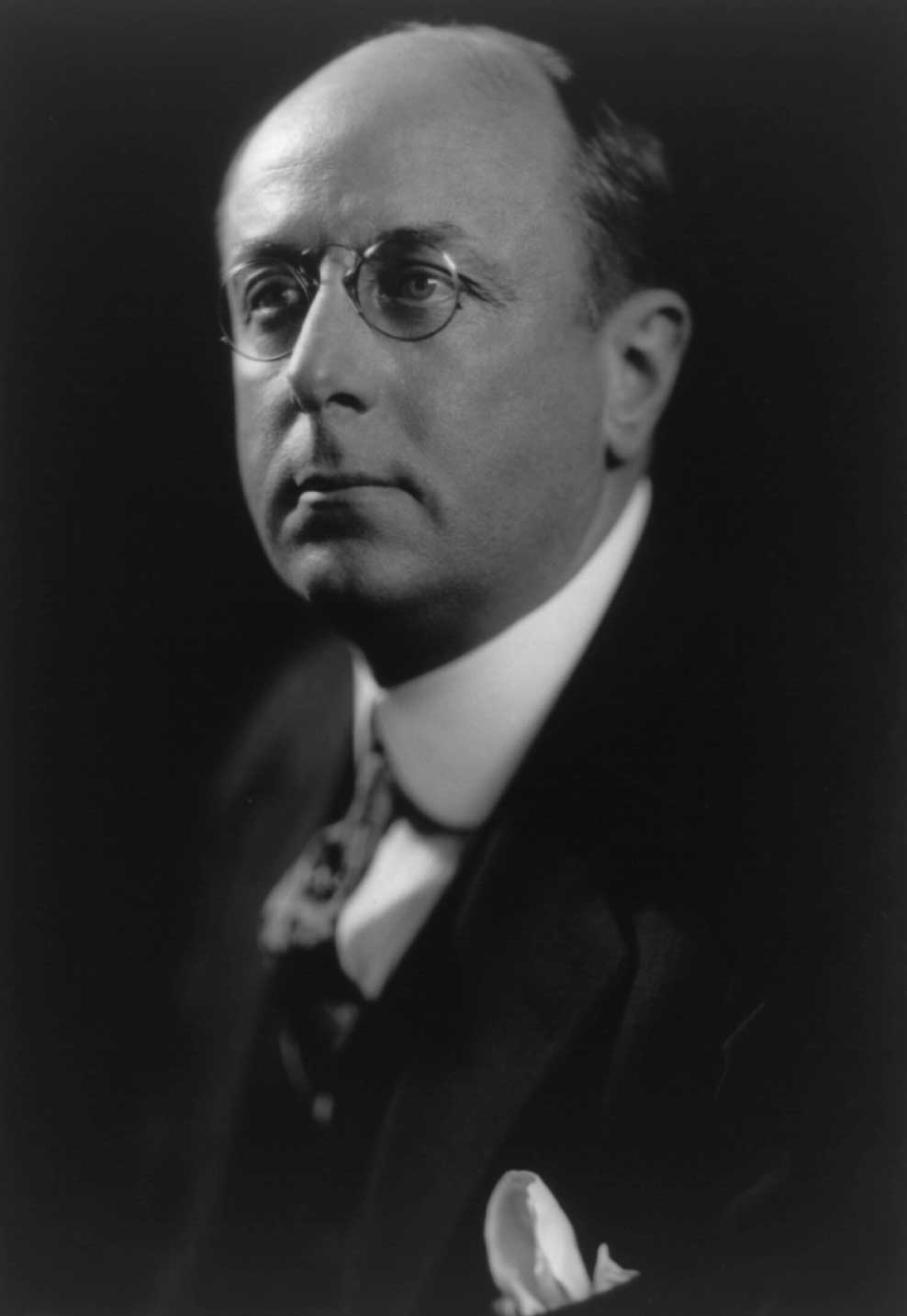
Homer Stille Cummings

- Omero Antonutti, attore e doppiatore italiano
- Omero Bonoli, ginnasta italiano
- Omero Cambi, giornalista e poeta italiano
- Omero Carmellini, calciatore italiano
- Omero Ciai, partigiano e antifascista italiano
- Omero di Bisanzio, poeta greco
- Omero Franceschi, insegnante, politico e giornalista italiano
- Omero Losi, calciatore italiano
- Omero Tognon, calciatore e allenatore di calcio italiano
- Omero Urilli, calciatore italiano
- Omero Zanucchi, patriota italiano

### Variante Homer
- Homer Burton Adkins, chimico statunitense
- Homer Stille Cummings, politico statunitense
- Homer Dudley, ingegnere statunitense
- Homer Watson, pittore canadese

### Variante Homero

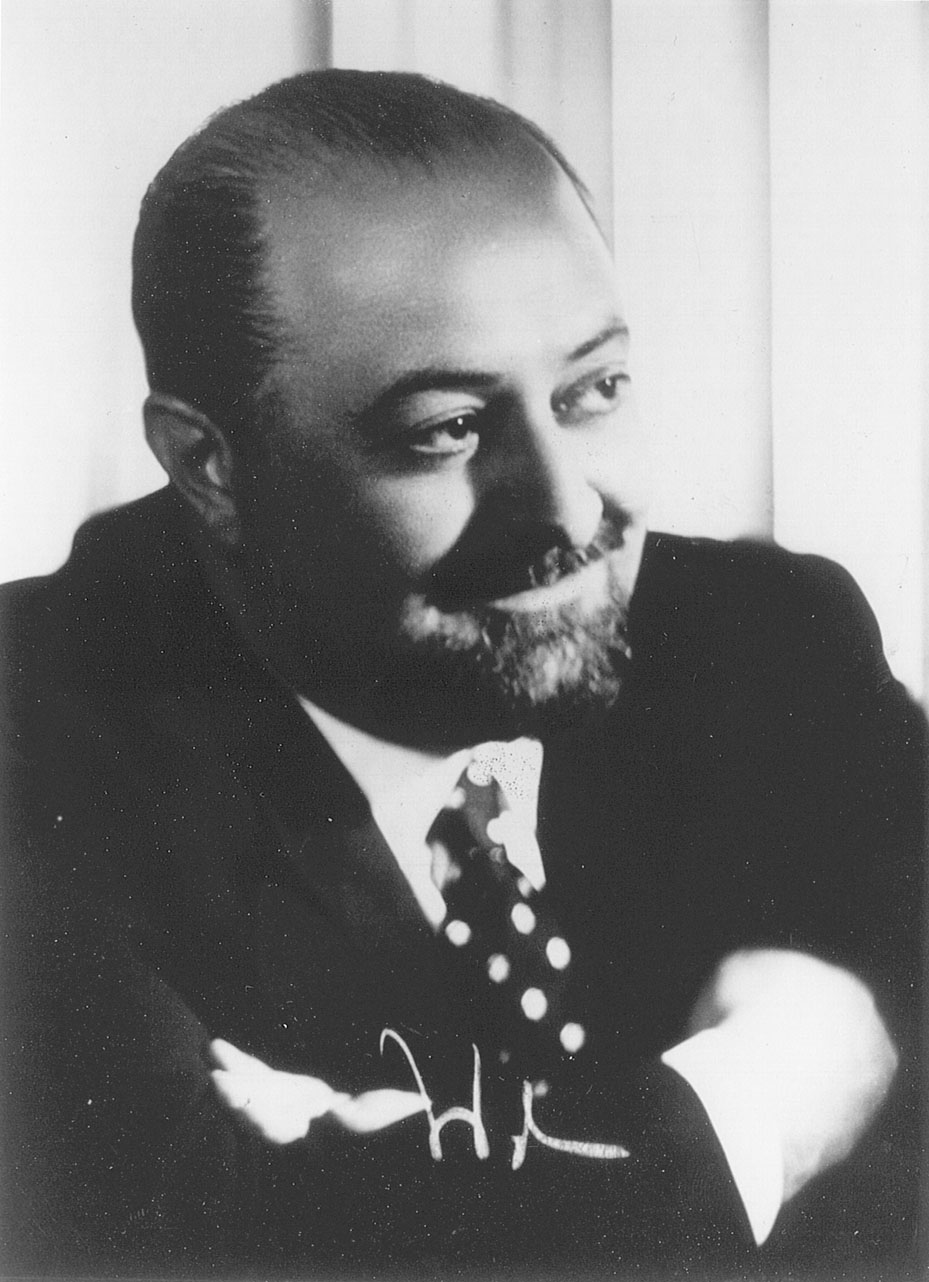
Homero Manzi

- Homero Guaglianone, calciatore uruguaiano
- Homero Manzi, paroliere argentino

## Il nome nelle arti
- Homer Lanza è un personaggio del film del 1989 Homer and Eddie, diretto da Andrej Končalovskij.
- Homer Simpson è un personaggio della serie animata I Simpson.
- Omero o Homer è il ragno domestico della Famiglia Addams